# Lepidotrigla jimjoebob
Lepidotrigla jimjoebob és una espècie de peix pertanyent a la família dels tríglids.

## Descripció
- Fa 11,6 cm de llargària màxima.[4]

## Hàbitat
És un peix marí, demersal i de clima tropical que viu fins als 183 m de fondària.

## Distribució geogràfica
Es troba al Pacífic oriental central: Kiritimati (illes de la Línia).

## Observacions
És inofensiu per als humans.